# Mezquita de Al Rifa'i

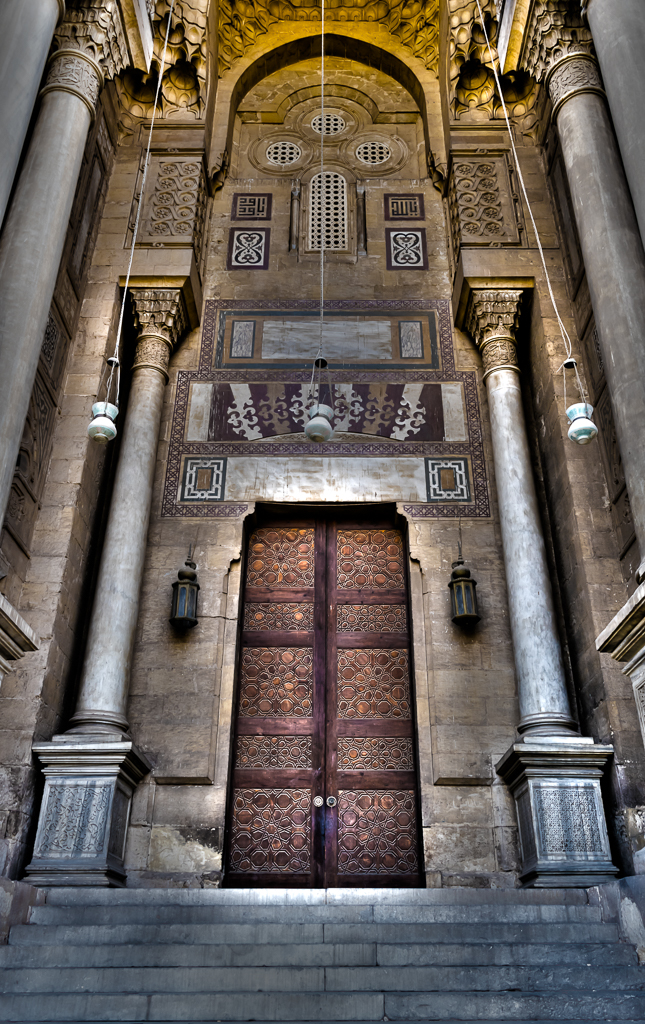
Entrada a la Mezquita de Al-Rifa'i.

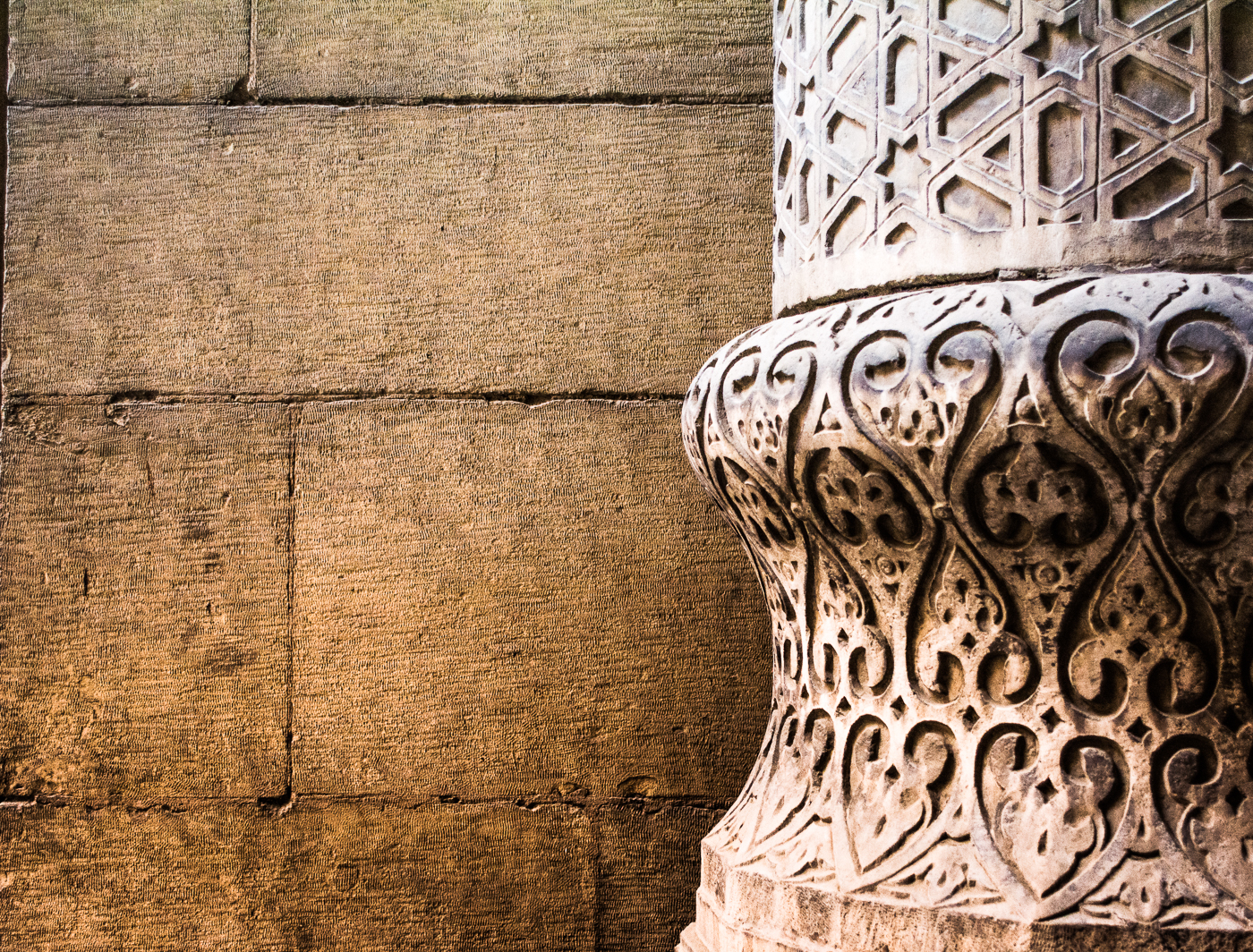
Detalle ornamental de la mezquita.

La Mezquita de Al-Rifa'i (en idioma árabe: مسجد الرفاعى , transcrita también como Al-Rifai , Al-Refai, Al-Refa'i , y nombrada también como la «Mezquita Real»), se encuentra en El Cairo, Egipto, en Midan al-Qal'a, adyacente a la Ciudadela de El Cairo. El edificio está ubicado frente a la Mezquita-madrasa del Sultán Hasán, data de alrededor de 1361, y fue concebida arquitectónicamente como un complemento de la estructura más antigua. Esta nueva mezquita fue parte de una gran campaña de los gobernantes de Egipto del siglo XIX para asociarse con la gloria percibida de períodos anteriores en la historia islámica de Egipto y modernizar la ciudad. La mezquita fue construida junto a dos grandes plazas públicas y fuera de varios bulevares de estilo europeo construidos en la misma época.

## Historia
La mezquita Al-Rifa'i se construyó en dos fases durante el período comprendido entre 1869 y 1912, cuando finalmente fue completada. Originariamente fue encargada por Khushyar Hanim, la madre de Ismail Pachá del siglo XIX, para expandir y reemplazar el zawiya preexistente del santo islámico medieval Ahmed al-Rifa'i. El zawiya era un lugar de peregrinación para los lugareños que creían que la tumba tenía propiedades curativas místicas. Khushayer vislumbró un doble propósito para la nueva estructura como una casa para reliquias del sufismo y un mausoleo para la familia real de Egipto. En el transcurso de su construcción, el arquitecto, el diseño y el propósito cambiaron.
El primer arquitecto fue Hussein Fahri Pasha, un primo lejano de la dinastía fundada por Mehmet Alí de Egipto en 1803. Murió durante la primera fase de la construcción, y el trabajo se detuvo después de que el Jedive Ismail Pachá abdicó en 1880. Khushayar la propia mecenas murió en 1885, y el trabajo no se reanudó hasta 1905 cuando el Jedive, Abbas II de Egipto, ordenó su finalización. El trabajo fue supervisado por el arquitecto húngaro Max Herz, jefe del Comité para la Conservación de los Monumentos árabes en El Cairo. Los minaretes se elevan en el cielo de El Cairo desde 1909, y la mezquita se completó en 1911. Está abierta al culto desde el año siguiente, en 1912.
El santuario tiene la forma de un vasto rectángulo de 1767 metros cuadrados.  El interior está dividido en tres naves y se articula alrededor de una cúpula. Las paredes, cubiertas con estuco y mármol, están perforadas con ricos ornamentos de arabesco con tracería erudita. El edificio en sí es una mezcla de estilos tomados principalmente del período mameluco de la historia egipcia, incluyendo su cúpula y minarete. El edificio contiene una gran sala de oración, así como los santuarios de Ahmed al-Rifa'i] y otros dos santos locales, Ali Abi-Shubbak y Yahya al-Ansari.

## Utilización

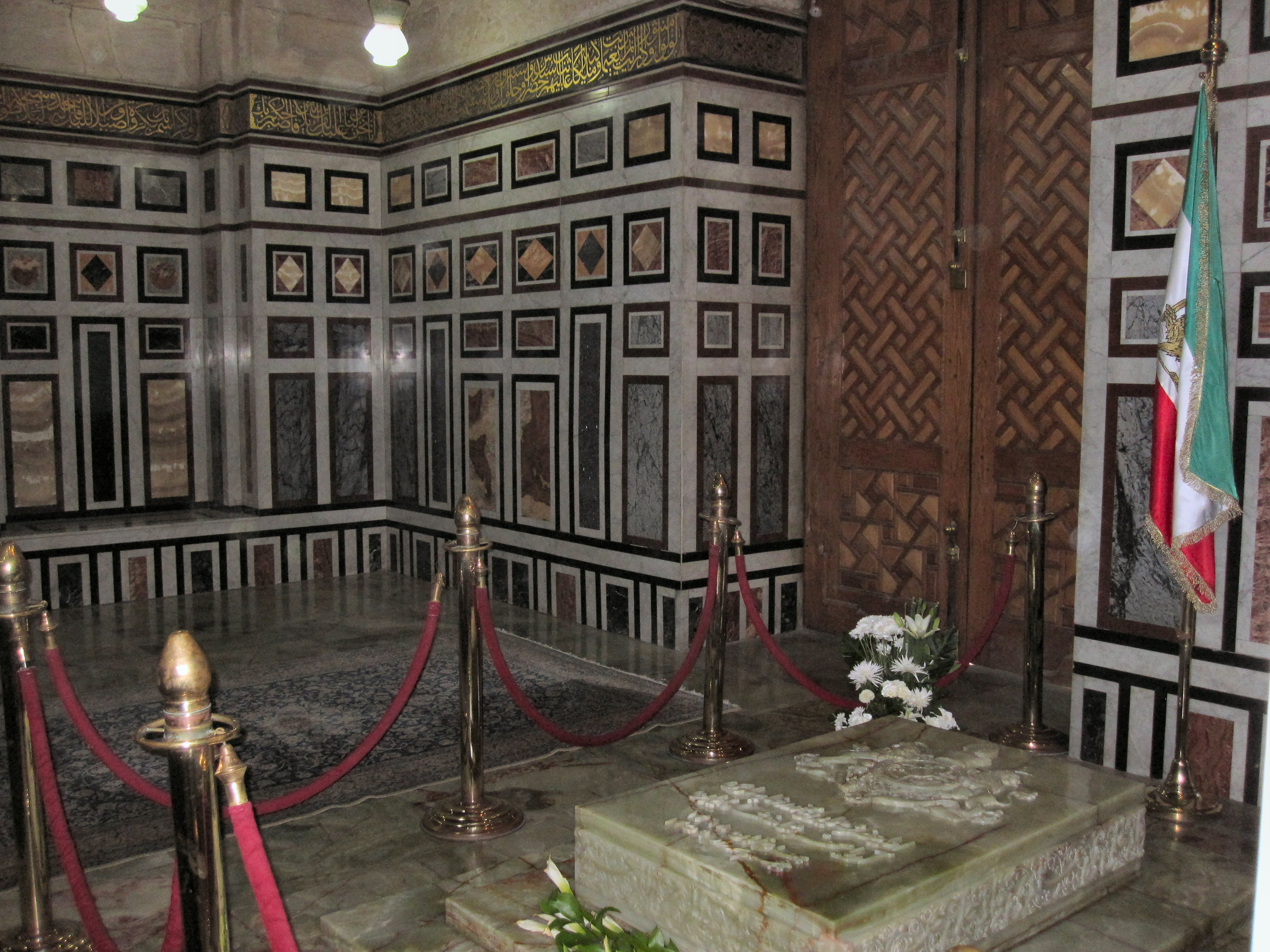
Tumba de Mohammad Reza Pahlavi hijo de Reza Shah de Irán.

La mezquita es el lugar de descanso de Khushyar Hanim y su hijo Ismail Pachá, así como de otros numerosos miembros de la familia real egipcia, incluido el rey Faruq, el último rey reinante de Egipto, cuyo cuerpo fue enterrado aquí después de su muerte en Roma en 1965. La mezquita sirvió brevemente como el lugar de descanso de Reza Shah de Irán, quien murió en el exilio en la Unión de Sudáfrica en 1944, y fue devuelto a Irán después de la Segunda Guerra Mundial. Fue enterrado en El Cairo después de la Revolución iraní de 1979. Parte de la cámara funeraria está actualmente ocupada por el hijo de Reza Shah, Mohammad Reza Pahlavi, que murió en El Cairo en julio de 1980.